# Otitesella epicarioides
Otitesella epicarioides är en stekelart som beskrevs av Grandi 1922. Otitesella epicarioides ingår i släktet Otitesella och familjen fikonsteklar.
Artens utbredningsområde är Eritrea. Inga underarter finns listade i Catalogue of Life.